# Волумина легум
Волу́мина ле́гум (лат. Volumina Legum — свод законов; другое название: пол. «Prawa, konstytucye y przywileie Królestwa Polskiego, y Wielkiego Xięstwa Litewskiego, y wszystkich prowincyi należących na wylnych seymach koronnach od seymu Wiślickiego roku pańskiego 1347 aż do ostatniego seymu uchwalone») — многотомный свод законов, сеймовых постановлений, привилегий и других законодательных актов, которые действовали на территории Польши, Беларуси, Литвы и правобережной Украины с 1347 до 1793—1795. Частное издание ордена иезуитов, организованное при поддержке Ю. Залусского и С. Конарского. Предназначалась для практической ориентации юристов, судей, политических деятелей и др. в законодательном материале. Публиковался на польском и латинском языках с заголовками, без комментариев, в конце томов приложены реестр конституций и привилегий за соответствующий период.
Впервые тт. I—VI (акты 1347—1736) изданы в Варшаве в 1732—1739, тт. VII—VIII (акты 1764—1780) — в 1782. Эти 8 томов переиздал и издал указатели к ним И. П. Огрызко в 1859—1860 в Санкт-Петербурге. В 1889 году в Кракове вышел том IX (акты 1782—1792), в 1952 в Познани — том X (с материалами Гродненского сейма 1793). Некоторые сеймовые материалы до 1526 вошли в издание О. Больцара «Свод законов Польши». Последнее переиздание «Volumina Legum» начато в 1970-е годы в Варшаве. Предметно-тематические указатели (инвентари) к «Volumina Legum» «Konstytucye koronne y Wielkiego Xiestwa Litewskiego od roku panskiego 1550 do roku 1683» подготовил и опубликовал 1685 в Варшаве секретарь коронной канцелярии М. Ладовский. В 1754 г. и 1782 вышли подготовленные А. Жаглицким и Т. Вагом дополненные издания инвентарей.
«Volumina Legum» — неофициальное издание и не является полным собранием законов. Помещенные в нём акты взяты из оригинальных источников и из работ отдельных авторов. Для изучения истории Великого княжества Литовского значительную ценность имеют акты, относящиеся к деятельности органов государственного управления и власти, они отражают политические и социально-экономические отношения, как например: привилегия купцам Польши и ВКЛ (1424); привилегия Подляшской земли (1569); конституция Люблинского сейма (1569); генеральная конфирмация всех привилегий Польши ВКЛ (1576); «дела ВКЛ» (1590); отдельные конституции ВКЛ (начали издаваться с начала XVII в.), где утверждались решения сеймов по различным вопросам (апробация международных трактатов и договоров ВКЛ, назначение комиссаров, организация судебных учреждений, налоги, таможенные сборы, ремонт дорог, мостов, очищение русел и др.). Много конкретных сведений по политическим, хозяйственным и административным делам Белоруссии: подтверждение разделения белорусских владений князей Радзивиллов (1589), определение границ Полоцкого (1590), Подляшского и Брестского (1598, 1607) воеводств, разрешение на организацию ярмарки в Минске (1601), поименный список шляхты Витебского, Новогрудского, Полоцкого воеводств.